# Jardim Cascata
Jardim Cascata é um bairro de Teresópolis, cidade localizada no interior do estado do Rio de Janeiro. De acordo com o Instituto Brasileiro de Geografia e Estatística (IBGE), sua população no ano de 2010 era de 409 habitantes, sendo 225 mulheres (55%) e 184 homens (45%), possuindo um total de 373 domicílios.